# 변증법

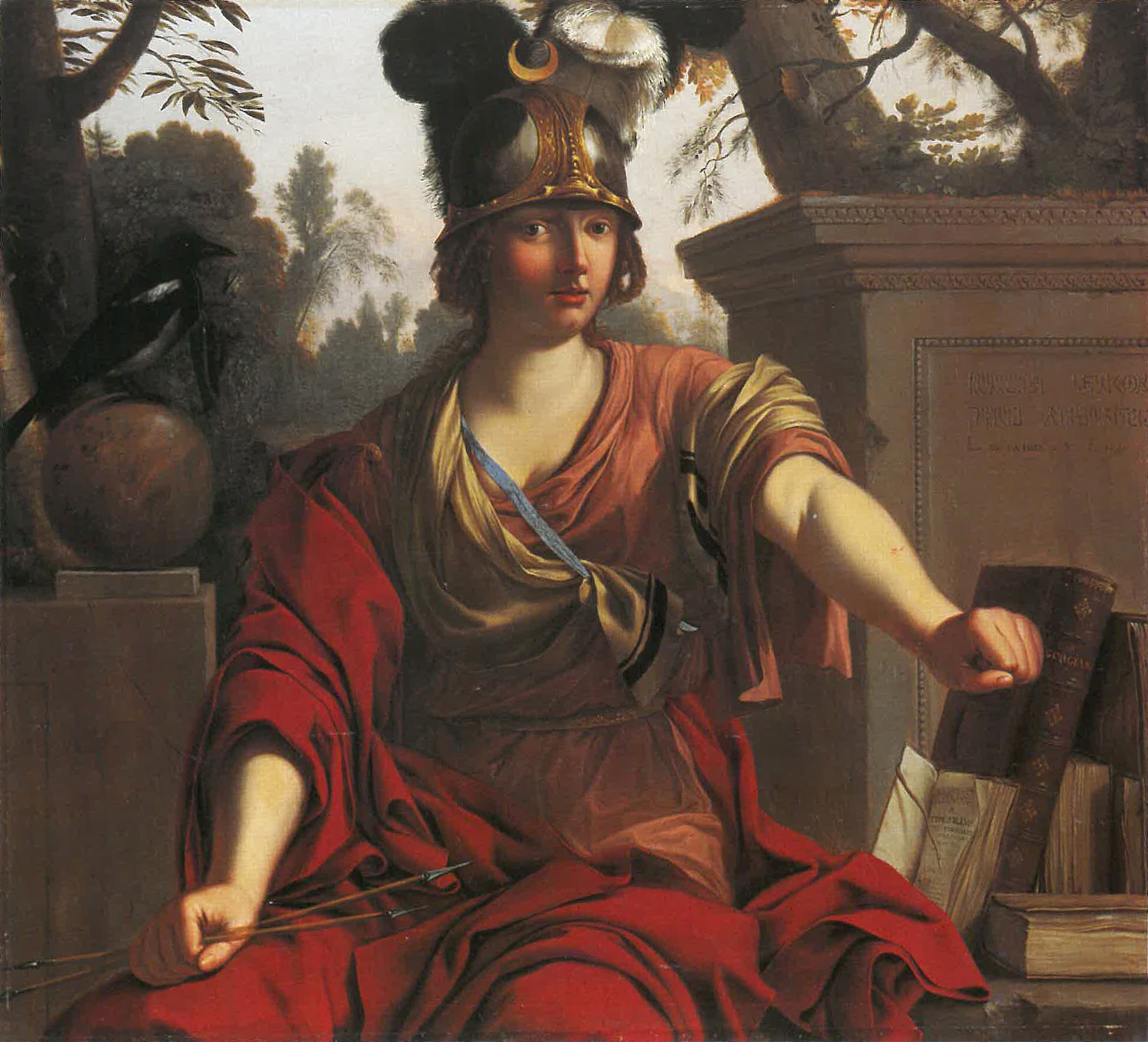

변증법(辯證法, 영어: dialectics, 그리스어: διαλεκτική)이란 이성적 주장을 통해 진리를 확립하고자 하는, 주제에 대해 서로 다른 견해를 가진 두 명 이상의 사람들 사이의 담론(談論)이다. 비슷한말은 대화법, 문답법이다. 모순을 통해 진리를 찾는 철학방법이다. 변증의 방식은 정명제와 반명제를 사용하여 이들간에 모순되는 주장의 합명제를 찾거나 최소한 대화가 지향하는 방향의 질적 변화를 일구어내는 논법이다. 동일률을 근본원리로 하는 형식논리에 대하여, 대립 또는 모순을 근본원리로 하여 사물의 운동을 설명하려고 하는 논법이다. 이는 서양 문명에 있어서 문법이나 수사법과 더불어 자유 인문 최초 삼개인문 중 하나이다.
고대 시대와 중세 시대 동안 수사법과 변증법은 둘 다(대화를 매개로 한) 설득을 목적으로 하였다. 변증법적 접근의 목표는 이견을 합리적인 토론으로 해결하는 것이다. 이들 중 하나인 소크라테스 방법은 하나의 전제가 모순에 도달한다는 것을 보여 전제를 제거하는 것이 진리로 가는 길이라는 것을 주장한다. 이견을 해결하는 다른 방법은 서로 경쟁 관계에 있는 정명제와 반명제의 전제를 부정하여 제삼의 길인 합명제에 도달하는 것이다.

## 역사 및 변천
고대 그리스에서는 문답법으로 통했으며, 엘레아의 제논이나 소크라테스에게는 철학적 방법 그 자체였다. 소피스트가 부정(不正)을 정의(正義)라고 우기는 기변술(奇辨術)로 사용한 이후, 변증법을 적극적인 철학적 방법으로 삼는 용법과 기변술로서 부정적으로 다루는 용법이 대립한다. 플라톤은 내면화(內面化)된 이데아에 이르는 적극적 방법으로 삼았으나 아리스토텔레스는 논박(論駁)의 기술 또는 명제의 귀납적 탐구술이라 하여 부정적이었다. 중세에 와서는 흔히 논리학 그 자체를 가리켰다.
근대에 와서 칸트는 순수이성이 그 원리를 그르쳐 형이상학적 문제에 적용했을 때에 생겨나는 가상(假象)의 논리를 변증법이라 하여 부정적으로 평가했다. 이에 대하여 이성이 범하는 모순의 적극적인 의의를 포착한 사람은 헤겔이었다. 그에게 있어서 변증법은 고정적 견해인 형이상학에 대립되는 인식의 방법이며 동시에 사유(思惟)의 자기운동과 자연·역사(歷史)의 모든 현실적 자기운동에 대한 보편적인 합법칙성 이법(合法則性理法)이었다. 그러나 헤겔은 자신의 내부에 있는 모순에 의해 대립을 낳고 그것을 지양함으로써 더 높은 차원으로 나아가는 이 운동을 관념론적 입장에서 개념의 자기 전개로 정착시켰다.
헤겔의 합리적인 핵심을 유물론의 입장에서 계승한 마르크스·엥겔스에 의해 변증법은 자연·사회·사유의 일반적 운동법칙(의 과학)으로서 확립되었다.
양질전화는 일상적 사고로는 발견되지 않으며 서로 독립적으로 존재하고 있는 것 같다. 우리는 관습적으로 대상에는 양적인 성질 뿐 아니라 질적인 성질도 있다고 얘기하며 그것이 각각 어떤 특성에 속하고 어떻게 관련되어 있는가 하는 의문에 대해서는 별로 고민하지 않고 있다.— 헤겔, 단편적 논리

## 용어(헤겔 변증법의 경우)
- 테제(These)

정립(定立), 명제(命題)
원래부터 정리된 하나의 주장. 변증법적 전개의 제1단계(추상적·오성적 규정).
- 안티테제(Antithese)

반정립(反定立)
정립이 내적 모순으로 낳은 대립명제(對立命題). 변증법적 전개의 제2단계(변증법적 부정적 이성적 규정).
- 진테제(Synthese)

합(合), 종합(綜合)
정립·반정립의 모순의 통일. 변증법적 전개의 제3단계(사변적·긍정적·이성적 규정).
- 정(正)·반(反)·합(合)

헤겔의 변증법의 도식. 정립-반정립-종합, 또는 즉자적(卽自的) 단계-대자적(對自的)단계-즉자 및 대자적 단계라는 것과 같으며 그 자체의 운동의 과정.
- 즉자(卽自, an sich)

그 자체에 따른다는 것. 아직 분열 대립에 이르지 못한 변증법적 전개의 제1단계. 따라서 '즉자적(卽自的)'이란 원래 그 자체는 타와 관계 없다라는 것이나, 잠재적·무자각적인 것이 된다.
- 대자(對自, für sich)

자신에 대립하고 있는 것. 자기가 분열하고 대립하고 있는 변증법적 전개의 제2단계. '즉자'의 단계에서 이미 잠재적으로 포함되어 있던 모순이 노정된 단계로서, 즉자에 비하면 한층 자각적이다. 이 대립은 또한 '즉자 및 대자'의 단계에 이르러 통일되나, 그것은 즉자 때의 일체성(一體性)과는 달라서 자기 자신의 내용을 인식하고 있기 때문에 참으로 자각적이라고 말할 수 있다.
- 지양(止揚, aufheben)

양기(揚棄)라고도 한다. 독일어의 아우프헤벤(aufheben)에는 '보존하다. 보관하다'란 뜻과 '폐지하다. 폐기하다'라는 상반된 뜻이 있으며, 헤겔은 이를 독일어가 지니는 사변적 성격이라 하여 변증법 용어로 사용. 정립·반정립의 대립이 총합 단계에서 통일될 때에는 정립·반정립의 규정 존립이 부정되면서도 그 내용은 보다 고차적인 차원에서 보존되며, 개념이 더욱 구체화된다.

## 변증론자
- 노자 (BCE. 571년? ~ BCE. 5세기?)
- 헤라클레이토스 (BCE. 535년? ~ BCE. 475년?)
- 플로티노스 (205년? ~ 270년?)
- 포르피리오스 (234년? ~ 305년?)
- 프로클로스 (412년 ~ 485년)
- 마이스터 에크하르트 (1260년 ~ 1328년)
- 니콜라우스 쿠자누스 (1401년 ~ 1464년)
- 게오르크 빌헬름 프리드리히 헤겔 (1770년 ~ 1831년)
- 프리드리히 빌헬름 요제프 셸링 (1775년 ~ 1854년)
- 루트비히 포이어바흐 (1804년 ~ 1872년)
- 카를 마르크스 (1818년 ~ 1883년)
- 프리드리히 엥겔스 (1820년 ~ 1895년)
- 요제프 디츠겐 (1828년 ~ 1888년)
- 게오르기 플레하노프 (1856년 ~ 1918년)
- 블라디미르 레닌 (1870년 ~ 1924년)
- 아브람 데보린 (1881년 ~ 1963년)
- 마오쩌둥 (1893년 ~ 1976년)
- 표도르 콘스탄티노프 (1901년 ~ 1991년)
- 에발트 일리옌코프 (1924년 ~ 1979년)
- 고트프리트 슈틸러 (1924년 ~ 2007년)
- 비토리오 회슬레 (1960년 ~ )

## 같이 보기
- 에리스틱
- 혼돈으로부터의 질서(라틴어: ordo ab chao, 영어: order from chaos)